# Hanbalisme
El hanbalisme —àrab: الحنبلية, al-ḥanbaliyya, المذهب الحنبلي, al-maḏhab al-ḥanbalī, الفقه الحنبلي, al-fiqh al-ḥanbalī o الحنابلة, al-ḥanābila— és una de les quatre escoles jurídiques (o del fiqh) de l'islam sunnita, juntament amb el hanafisme, el xafiisme i el malikisme. Va ser fundada al segle ix per Ibn Hanbal (780-855), un deixeble de l'imam aix-Xafií (767-820) fundador del xafiisme. Els hanbalites s'aferren al taqlid, la repetició sense cap variació d'allò que ensenya l'augusta tradició, pel que sovint se'ls considera com a representants del corrent interpretatiu islàmic més conservador. L'escola va estar molt influïda per la teologia textualista atharita. Actualment, el hanbalisme és predominant a l'Aràbia Saudita (sota la forma del wahhabisme), al Qatar i als Emirats Àrabs Units.